# DesktopBSD

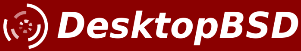
로고

DesktopBSD는 FreeBSD에 기반한 유닉스 계열의 데스크톱 지향 운영 체제이다. 최신 버전은 2009년 9월 7일 배포된 1.7이다.

## 같이 보기
- PC-BSD
- DragonFly BSD
- GhostBSD
- NomadBSD